# Ulrich Lau
Ulrich Lau (* 18. Juli 1952 in Stralsund) ist ein deutscher Sinologe. Sein Spezialgebiet ist die Rechtsgeschichte des frühen China.

## Leben
Ulrich Lau promovierte 1981 an der Humboldt-Universität zu Berlin und habilitierte sich dort 1989 mit einer Arbeit zu Regelungen der Landvergabe zur Zeit der westlichen Zhou-Dynastie. Er war Privatdozent an der Universität Heidelberg und wirkte an zahlreichen wissenschaftlichen Projekten mit.
Seit 2011 ist er Privatdozent an der Universität Hamburg.

## Schriften (Auswahl)
- gemeinsam mit Thies Staack: Legal Practice in the Formative Stages of the Chinese Empire: An Annotated Translation of the Exemplary Qin Criminal Cases from The Yuelu Academy Collection. Brill, Leiden 2016, ISBN 978-90-04-31543-3.
- gemeinsam mit Michael Lüdke: Frühchinesische Rechtsterminologie: Ein Lexikon auf der Grundlage qin- und westhanzeitlicher Manuskripte. Ostasien-Verl., Gossenberg 2015, ISBN 978-3-940527-91-2.
- gemeinsam mit Michael Lüdke: Exemplarische Rechtsfälle vom Beginn der Han-Dynastie: Eine kommentierte Übersetzung des Zouyanshu aus Zhangjiashan. Tokyo Univ. of Foreign Studies, 2012, ISBN 978-4-86337-099-9.
- Quellenstudien zur Landvergabe und Bodenübertragung in der westlichen Zhou-Dynastie (1045? - 771 v. Chr.). Steyler-Verlag, Nettetal 1999, ISBN 3-8050-0429-X.
- als Mitherausgeber: Studien zur Kulturgeschichte Chinas: Beiträge zur Tagung „Kulturgeschichte Chinas“ vom 21. bis 23. November 1989 in Dresden. Verlag für Interkulturelle Kommunikation, Frankfurt/M. 1992, ISBN 3-88939-290-3.
- Ethnographisch-historische Untersuchungen zu den Vorstellungen altchinesischer Philosophen (5.–3. Jh. v. u. Z.) über die Ur- und Frühgeschichte. Humboldt-Univ., Berlin 1981 (Dissertation).